# NGC 5953
NGC 5953 este o unbarred spiral galaxy⁠(d) situată în constelația Șarpele. A fost descoperită în 17 aprilie 1784 de către William Herschel. Se află la o distanță de 30,9 de megaparseci de Pământ.